# FIFA Confederations Cup 2005
La FIFA Confederations Cup 2005 (in tedesco: FIFA Konföderationen-Pokal 2005) fu la settima edizione del torneo. Si svolse dal 15 al 29 giugno 2005 in Germania e vide la vittoria per la seconda volta del Brasile.

## Stadi
| \| Francoforte sul Meno Colonia Hannover Lipsia NorimbergaFIFA Confederations Cup 2005 (Germania) \| |                     |                  |
| Francoforte sul Meno                                                                                 | Colonia             |                  |
| Commerzbank-Arena                                                                                    | RheinEnergieStadion |                  |
| Capacità: 48 132                                                                                     | Capacità: 46 120    |                  |
| |                     |                  |
| Hannover                                                                                             | Lipsia              | Norimberga       |
| AWD-Arena                                                                                            | Zentralstadion      | Frankenstadion   |
| Capacità: 44 652                                                                                     | Capacità: 44 200    | Capacità: 41 926 |
| |                     |                  |
| Francoforte sul Meno Colonia Hannover Lipsia NorimbergaFIFA Confederations Cup 2005 (Germania)       |                     |                  |

## Arbitri
- Carlos Amarilla
- Matthew Breeze
- Carlos Chandía
- Mourad Daami
- Herbert Fandel
- Shamsul Maidin
- Ľuboš Micheľ
- Peter Prendergast
- Roberto Rosetti

## Formula
Le otto squadre vennero divise in due gironi all'italiana di quattro squadre ciascuno. Le prime due classificate si sarebbero qualificate per la fase ad eliminazione diretta.

## Squadre partecipanti
| Pr. | Squadra   | Data di qualificazione certa | Confederazione | Partecipante in quanto                              | Partecipazioni precedenti al torneo |
| --- | --------- | ---------------------------- | -------------- | --------------------------------------------------- | ----------------------------------- |
| 1   | Germania  | 7 luglio 2000                | UEFA           | Nazione organizzatrice                              | 1 (1999)                            |
| 2   | Brasile   | 30 giugno 2002               | CONMEBOL       | Vincitrice del campionato mondiale di calcio 2002   | 4 (1997, 1999, 2001, 2003)          |
| 3   | Messico   | 27 luglio 2003               | CONCACAF       | Vincitrice della CONCACAF Gold Cup 2003             | 3 (1995, 1999, 2001)                |
| 4   | Tunisia   | 14 febbraio 2004             | CAF            | Vincitrice della Coppa delle nazioni africane 2004  | -                                   |
| 5   | Grecia    | 4 luglio 2004                | UEFA           | Vincitrice del Campionato europeo di calcio 2004    | -                                   |
| 6   | Argentina | 25 luglio 2004               | CONMEBOL       | Finalista della Copa América 2004                   | 2 (1992, 1995)                      |
| 7   | Giappone  | 7 agosto 2004                | AFC            | Vincitrice della Coppa d'Asia 2004                  | 2 (2001, 2003)                      |
| 8   | Australia | 12 ottobre 2004              | OFC            | Vincitrice della Coppa delle nazioni oceaniane 2004 | 2 (1997, 2001)                      |

Nota bene: nella sezione "partecipazioni precedenti al torneo", le date in grassetto indicano che la nazione ha vinto quella edizione del torneo, mentre le date in corsivo indicano la nazione ospitante.

## Avvenimenti

### Fase a gironi
Il girone A si apre senza sorprese: le favorite Argentina e Germania battono rispettivamente Tunisia (2-1) e Australia (4-3), anche se i tedeschi prevalgono sulla compagine oceaniana solo grazie ad un calcio di rigore realizzato da Ballack. Tre giorni dopo, entrambe le favorite ottengono la qualificazione: l'Argentina supera per 4-3 l'Australia con una tripletta di Figueroa, mentre la Germania sconfigge 3-0 i tunisini. L'ultima giornata vede l'ininfluente successo della compagine africana sugli australiani ed un pari tra argentini e tedeschi.
Il gruppo B riserva invece delle sorprese: il Brasile sconfigge come da pronostico la Grecia (3-0) mentre il Messico supera per 2-1 il Giappone. Nella seconda giornata i messicani si qualificano grazie all'inaspettata vittoria per 1-0 sui brasiliani, e i giapponesi sancisono l'eliminazione dei Campioni d'Europa battendoli 1-0. Nell'ultima gara del girone, il Messico (già qualificato) pareggia 0-0 contro la Grecia e anche il match tra Brasile e Giappone finisce in parità (2-2) consentendo ai sudamericani di accedere alla semifinale.

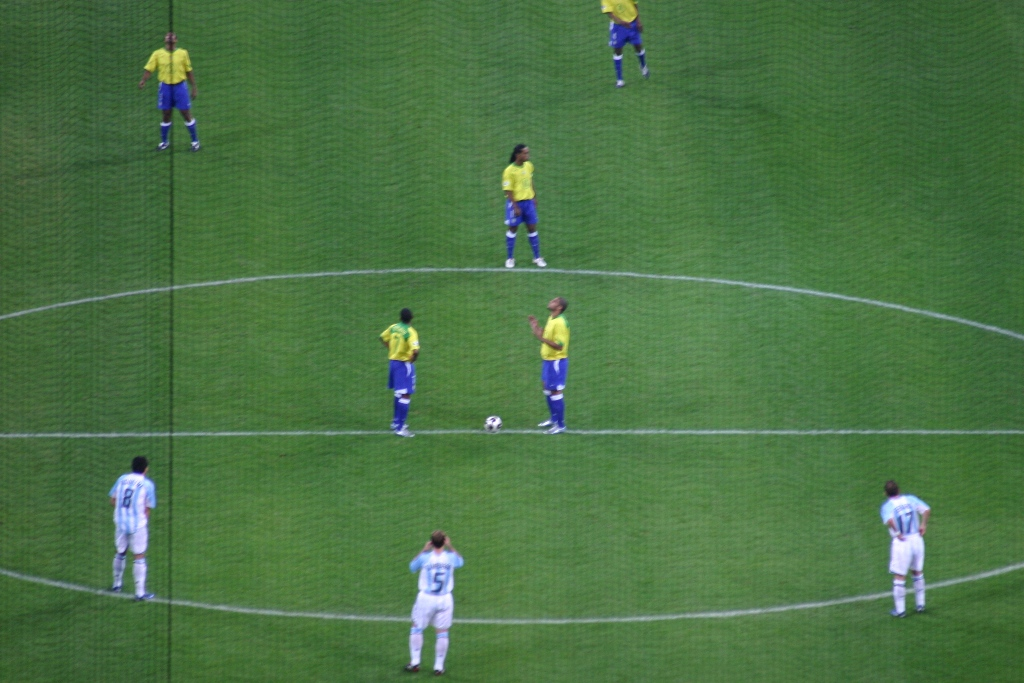
Ultimo calcio di inizio della Confederations Cup 2005

### Fase ad eliminazione diretta
La prima semifinale tra Germania e Brasile si rivela un incontro spettacolare e combattuto, con ben quattro reti nel primo tempo: nella ripresa è Adriano a decidere la gara siglando la doppietta personale al 76'.
Nell'altra partita tra Messico e Argentina, i centroamericani si rivelano un avversario ostico per l'Albiceleste trascinando la gara ai supplementari e andando in vantaggio con Salcido al 104': sei minuti più tardi, l'Argentina pareggia e poi vince la partita ai rigori.
La finale di consolazione vede la vittoria a fatica della Germania sul Messico: dopo essere andati in vantaggio ed essere stati ripresi per tre volte, i padroni di casa realizzano la rete decisiva grazie a Ballack. La finale per il 1º posto mette di fronte Brasile e Argentina, che l'anno prima si erano affrontate nella finale di Copa América: i verdeoro dominano nettamente l'incontro, e grazie anche a due reti di Adriano si aggiudicano la loro seconda Confederations Cup.

## Risultati

### Fase a gironi

#### Girone A

##### Classifica
| Pos. | Squadra   | Pt | G | V | N | P | GF | GS | DR |
| ---- | --------- | -- | - | - | - | - | -- | -- | -- |
| 1.   | Germania  | 7  | 3 | 2 | 1 | 0 | 9  | 5  | +4 |
| 2.   | Argentina | 7  | 3 | 2 | 1 | 0 | 8  | 5  | +3 |
| 3.   | Tunisia   | 3  | 3 | 1 | 0 | 2 | 3  | 5  | -2 |
| 4.   | Australia | 0  | 3 | 0 | 0 | 3 | 5  | 10 | -5 |

##### Risultati
| Arbitro: | Rosetti |

|                                 |           |                      |
| Riquelme 32’ (rig.) Saviola 56’ | Marcatori | 74’ (rig.) Guemamdia |

| Arbitro: | Amarilla |

|                                                             |           |                             |
| Kurányi 16’ Mertesacker 22’ Ballack 59’ (rig.) Podolski 87’ | Marcatori | 20’ Skoko 30’, 90+1’ Aloisi |

| Arbitro: | Prendergast |

|  |           |                                                 |
|  | Marcatori | 73’ (rig.) Ballack 79’ Schweinsteiger 87’ Hanke |

| Arbitro: | Maidin |

|                        |           |                                            |
| Aloisi 60’ (rig.), 69’ | Marcatori | 11’, 52’, 88’ Figueroa 30’ (rig.) Riquelme |

| Arbitro: | Chandía |

|  |           |                 |
|  | Marcatori | 25’, 69’ Santos |

| Arbitro: | Micheľ |

|                            |           |                         |
| Riquelme 32’ Cambiasso 74’ | Marcatori | 28’ Kurányi 51’ Asamoah |

#### Gruppo B

##### Classifica
| Pos. | Squadra  | Pt | G | V | N | P | GF | GS | DR |
| ---- | -------- | -- | - | - | - | - | -- | -- | -- |
| 1.   | Messico  | 7  | 3 | 2 | 1 | 0 | 3  | 1  | +2 |
| 2.   | Brasile  | 4  | 3 | 1 | 1 | 1 | 5  | 3  | +2 |
| 3.   | Giappone | 4  | 3 | 1 | 1 | 1 | 4  | 4  | 0  |
| 4.   | Grecia   | 1  | 3 | 0 | 1 | 2 | 0  | 4  | -4 |

##### Risultati
| Arbitro: | Breeze |

|                |           |                       |
| Yanagisawa 11’ | Marcatori | 38’ Zinha 63’ Fonseca |

| Arbitro: | Micheľ |

|                                     |           |  |
| Adriano 40’ Robinho 45’ Juninho 80’ | Marcatori |  |

| Arbitro: | Fandel |

|  |           |           |
|  | Marcatori | 75’ Oguro |

| Arbitro: | Rosetti |

|              |           |  |
| Borgetti 58’ | Marcatori |  |

| Francoforte sul Meno 22 giugno 2005, ore 20:45 UTC+1 | Grecia   | 0 – 0 referto | Messico | Commerzbank-Arena (31.285 spett.)\| Arbitro: \| Amarilla \| |
| Arbitro:                                             | Amarilla |               |         |                                                             |

| Arbitro: | Daami |

|                        |           |                           |
| Nakamura 26’ Oguro 87’ | Marcatori | 9’ Robinho 38’ Ronaldinho |

### Fase a eliminazione diretta
|  | Semifinali | Semifinali      | Semifinali |           |         | Finale          | Finale          | Finale          |  |
|  |            |                 |            |           |         |                 |                 |                 |  |
|  | 1A         | Germania        | 2          |           |         |                 |                 |                 |  |
|  | 1A         | Germania        | 2          |           |         |                 |                 |                 |  |
|  | 2B         | Brasile         | 3          |           |         |                 |                 |                 |  |
|  | 2B         | Brasile         | 3          |           | Brasile | Brasile         | 4               |                 |  |
|  |            |                 |            |           | Brasile | Brasile         | 4               |                 |  |
|  |            |                 | Argentina  | Argentina | 1       |                 |                 |                 |  |
|  | 1B         | Messico         | Argentina  | Argentina | 1       | 1 (5)           |                 |                 |  |
|  | 1B         | Messico         |            |           |         | 1 (5)           |                 |                 |  |
|  | 2A         | Argentina (dtr) | 1 (6)      |           |         | Finale 3º posto | Finale 3º posto | Finale 3º posto |  |
|  | 2A         | Argentina (dtr) | 1 (6)      |           |         |                 |                 |                 |  |
|  |            |                 |            |           |         |                 |                 |                 |  |
|  |            |                 |            |           |         | Germania (dts)  | Germania (dts)  | 4               |  |
|  |            |                 |            |           |         | Germania (dts)  | Germania (dts)  | 4               |  |
|  |            |                 |            |           |         | Messico         | Messico         | 3               |  |

#### Semifinali
| Arbitro: | Chandía |

|                                 |           |                                        |
| Podolski 22’ Ballack 44’ (rig.) | Marcatori | 20’, 75’ Adriano 42’ (rig.) Ronaldinho |

| Arbitro: | Rosetti |

|                                            |                      |                                                     |
| Salcido 103’                               | Marcatori            | 109’ Figueroa                                       |
| Pérez Pardo Borgetti Salcido Pineda Osorio | Tiri di rigore 5 – 6 | Riquelme M.Rodriguez Aimar Galletti Sorín Cambiasso |

#### Finale per il 3º posto
| Arbitro: | Breeze |

|                                                      |           |                               |
| Podolski 36’ Schweinsteiger 40’ Huth 78’ Ballack 96’ | Marcatori | 39’ Fonseca 57’, 84’ Borgetti |

#### Finale
| Arbitro: | Micheľ |

|                                          |           |           |
| Adriano 10’, 62’ Kaká 15’ Ronaldinho 46’ | Marcatori | 64’ Aimar |

## Classifica marcatori
5 reti
- Adriano

4 reti
- Luciano Gabriel Figueroa
- John Aloisi
- Michael Ballack

3 reti
- Juan Román Riquelme
- Ronaldinho
- Lukas Podolski
- Jared Borgetti

2 reti
- Robinho
- Kevin Kurányi
- Bastian Schweinsteiger
- Masashi Ōguro
- Francisco Fonseca
- Francileudo Santos

1 rete
- Pablo Aimar
- Esteban Cambiasso
- Javier Saviola
- Josip Skoko
- Juninho Pernambucano
- Kaká
- Gerald Asamoah
- Mike Hanke
- Robert Huth
- Per Mertesacker
- Shunsuke Nakamura
- Atsushi Yanagisawa
- Carlos Salcido
- Sinha
- Haykel Guemamdia

## Premi
| Scarpa d'Oro: | Pallone d'Oro: | Premio Fair Play: |
| ------------- | -------------- | ----------------- |
| Adriano       | Adriano        | Grecia            |

| Pallone d'Argento: | Pallone di Bronzo: |
| ------------------ | ------------------ |
| Juan Riquelme      | Ronaldinho         |
| Scarpa d'Argento:  | Scarpa di Bronzo:  |
| Michael Ballack    | John Aloisi        |